# Lukas Thürauer
Lukas Thürauer, né le 21 décembre 1987 à Krems an der Donau, est un footballeur autrichien. Il évolue au poste de milieu offensif avec le club du SKN Sankt Pölten .

## Biographie
Avec le club de Trenkwalder, il joue deux matchs en Ligue Europa lors de la saison 2012-2013, inscrivant un but.
Il inscrit huit buts en deuxième division autrichienne lors de la saison 2015-2016 avec l'équipe du SKN Sankt Pölten, remportant dans le même temps le titre de champion.

## Palmarès
- Champion d'Autriche de D2 en 2016 avec le SKN Sankt Pölten